# Effi Briest
Effi Briest es una novela de Theodor Fontane, publicada en 1895, considerada una de las obras maestras del realismo literario alemán y en la que Fontane alcanza el cenit de su arte narrativo. Esta novela, que lleva como título el nombre de su protagonista, es comparada por su temática de adulterio con Madame Bovary de Flaubert, Anna Karenina de Tolstói, La Regenta de "Clarín" o El primo Basilio, de Eça de Queirós. A la vez, la novela encierra una clara crítica a la moral burguesa en la Prusia imperial, más preocupada por las apariencias que por el verdadero ser de las personas.

## Origen
La novela está inspirada, según lo revelan las mismas cartas de Fontane, en el célebre caso "von Ardenne".
En noviembre de 1886, el militar prusiano Armand von Ardenne (1848-1919) hirió mortalmente, tras un duelo de pistolas en Berlín, al juez de distrito Emil Hartwich (1843-1886). La razón del duelo había sido unas cartas de amor que von Ardenne había descubierto bajo llave en el escritorio de su esposa, Elizabeth von Plotho (1853-1952). Como los duelos estaban prohibidos, von Ardenne fue sometido a un tribunal militar y condenado a dos años de prisión. Después de solo 18 días de cárcel, von Ardenne recibió un perdón del Káiser Guillermo I y fue puesto en libertad. De inmediato comenzó el proceso de divorcio contra su esposa y le fue concedida la custodia de sus hijos.
Fontane había conocido de forma pasajera a von Ardenne y posiblemente a Elizabeth von Plotho en casa de Emma Lessing, esposa del director del diario Vossische Zeitung, según lo revela una carta de Fontane a su esposa del 7 de abril de 1880.
Entre 1888 y 1889 Fontane empezó a trabajar en los primeros esbozos de la novela. Para el año 1890 había completado el primer borrador y se menciona la novela con su eventual título "Effi Briest". Este borrador fue aparentemente ofrecido en julio de 1890 a Adolf von Kröner, editor de la revista familiar "Die Gartenlaube". Esta era una las revistas más populares y de mayor tirada del imperio alemán en esa época, pero Kröner rechazó el borrador por considerarlo inapropiado para su revista.
Fontane retomó el trabajo en la novela en 1892 y finalmente fue publicada en forma serial entre octubre de 1894 y marzo de 1895 en la revista Deutsche Rundschau. El 17 de octubre de 1895 apareció la primera edición en forma de libro en la editorial del hijo de Fontane "Verlag F.Fontane & Co.", aunque la página de título llevaba el año 1896.

## Trama
La novela trata de la vida de Effi Briest, una joven mujer de la provincia, oprimida por las severas costumbres de la aristocracia prusiana. Ella rompe las convenciones de la sociedad de fin del siglo XIX al sostener una relación adúltera con un militar, el mayor von Crampas, que tras muchos años es descubierta por su esposo Gert von Innstetten. Este descubrimiento conduce a un duelo en el que von Crampas resulta muerto.
El administrador de distrito, Gert von Innstetten era un antiguo pretendiente de la madre de Effi y es veinte años mayor que ella. Tras su casamiento y viaje de bodas por Italia, viven en una ciudad de Pomerania en el Mar Báltico llamada Kessin. Effi nunca es feliz en la amplia casa del administrador de distrito y sufre miedo, pues cree que la casa está embrujada. Esta creencia es fortalecida por la empleada de la casa, Johanna. Effi está convencida de que en ciertas noches se aparece el fantasma de un pequeño chino que vivía en Kessin y que encontró un final muy peculiar. El fantasma del chino viste ropas con los colores azul y amarillo (los colores de Werther).
En Kessin Effi hace amistad con el farmacéutico Alonzo Gieshübler, que le proporciona diarios y revistas, además de acompañarle a eventos culturales, convirtiéndose así en su único consuelo. A los nueve meses de su boda Effi tiene una hija que es bautizada con el nombre de Annie. Durante su embarazo Effi había conocido a Roswitha, una joven católica, a la que contrata como niñera.
Es entonces cuando aparece en la ciudad el mayor von Crampas, que había servido en el ejército con Innstetten. A diferencia de Innstetten, que es una persona disciplinada, von Crampas es una persona emocional que despierta las pasiones de Effi. Después de resistir por un tiempo los avances de von Crampas, Effi sucumbe y se entrega a sus pasiones, sosteniendo un relación adúltera secreta.
Unas semanas después Innstetten recibe un puesto en un Ministerio de Berlín. Effi encuentra la vida en la gran ciudad como una liberación y es relativamente feliz. Ocho años más tarde, mientras Effi pasa sus vacaciones en Bad Ems, Innstetten descubre cartas de amor en la caja de bordado de Effi y en las que descubre su infidelidad. Esto conduce al duelo en que von Crampas resulta mortalmente herido. 
Los padres de Effi le informan por carta que ya no es bienvenida en la casa paterna, por lo que se ve forzada a vivir en un pequeño apartamento de Berlín por tres años con Roswitha, con la que forma una cercana amistad. Effi enferma y por consejo de un doctor los padres de Effi le permiten regresar a casa. Su salud mejora un poco, pero muere a los 29 años de edad.

## Recepción crítica
Effi Briest es uno de esos afortunados libros que logran una casi universal aprobación de la crítica literaria de su época. Fue reconocido desde el primer momento como una obra maestra y fue además un éxito editorial que consiguió cinco ediciones antes de la muerte de Fontane menos de tres años más tarde. En sus cartas Fontane describe Effi Briest como su "mayor éxito" y recibió muchas cartas de lectoras pidiendo más información sobre la protagonista y expresando su asco ante el personaje de Innstetten. Thomas Mann dijo que si se viera forzado a reducir su biblioteca a solo seis libros, Effi Briest sería uno de ellos.
La historia de Effi Briest ha sido adaptada para el cine y la televisión alemana en cinco ocasiones. La más conocida es la versión homónima que dirigió en 1974 Rainer Werner Fassbinder, con Hanna Schygulla en el papel protagonista.

## Edición en español
- El secreto de Effi Briest, traducción del alemán por F. de Ocampo.

Barcelona, Editorial
Destino, Colección Áncora y Delfín 1943.
Reproducida en la 
la editorial Bruguera, Colección Libro Amigo, Barcelona 1982
ISBN 84- 02-
09164-4
Reproducida a
su vez, revisada por José Serra, en Random House Mondadori, Colección De
Bolsillo, Barcelona 2010
ISBN 978- 84-
9908- 218- 9
- Effi Briest de Theodor Fontane, Alianza Editorial, Madrid, 2004. ISBN 978-84-206-4558-2 (Pablo Sorozábal Serrano trad.)